# Nashville Skyline
Nashville Skyline — дев'ятий студійний альбом американського автора-виконавця пісень Боба Ділана, виданий 9 квітня 1969 року лейблом Columbia Records.

## Про альбом
Альбом демонструє відхід Ділана від свого попереднього образу, який характеризується новаторством у музиці, філософськими текстами, поєднанням фолк-музики і рок-н-роллу. Nashville Skyline створений у підкреслено простому стилі, який намітився ще у попередньому альбомі Ділана John Wesley Harding і показує повне занурення у музику кантрі. Ділан використовує більш традиційні теми для пісень і більш просту їхню структуру, стиль його співу стає ближчим до співаків у стилі кантрі.
Альбом отримав різні оцінки від критиків, але, незважаючи на свою тривалість звучання (27 із четвертю хвилин — найкоротший альбом Ділана), мав комерційний успіх: 3-ій номер у США і 1-ий у Великій Британії.

## Список композицій
| Перша сторона | Перша сторона                                      | Перша сторона |
| #             | Назва                                              | Тривалість    |
| ------------- | -------------------------------------------------- | ------------- |
| 1.            | «Girl from the North Country» (дует із Джонні Кеш) | 3:41          |
| 2.            | «Nashville Skyline Rag»                            | 3:12          |
| 3.            | «To Be Alone with You»                             | 2:07          |
| 4.            | «I Threw It All Away»                              | 2:23          |
| 5.            | «Peggy Day»                                        | 2:01          |

| Друга сторона | Друга сторона                           | Друга сторона |
| #             | Назва                                   | Тривалість    |
| ------------- | --------------------------------------- | ------------- |
| 1.            | «Lay Lady Lay»                          | 3:18          |
| 2.            | «One More Night»                        | 2:23          |
| 3.            | «Tell Me That it Isn't True»            | 2:41          |
| 4.            | «Country Pie»                           | 1:37          |
| 5.            | «Tonight I'll Be Staying Here with You» | 3:23          |